# Duilio Birindelli
Duilio Ernesto Birindelli (Rufino, 21 novembre 1984) è un cestista argentino con cittadinanza italiana.

## Carriera
Nell'estate del 2003 è stato ingaggiato dalla Pallacanestro Roseto in Serie A, con la quale ha disputato 16 partite in una stagione e mezzo prima di trasferirsi alla Dinamo Sassari in Legadue. Nel 2021, da capitano della Pallacanestro Piacentina, ha conquistato la Coppa Italia LNP e la promozione in Serie A2, prima di trasferirsi alla Fulgor Omegna per la stagione successiva.

## Palmarès
- Serie B LNP: 5

Basket Massafra: 2009-10
Fortitudo Agrigento: 2011-12
Eurobasket Roma: 2015-16
Pallacanestro Piacentina: 2017-18, 2020-21
- Coppa Italia LNP di Serie B: 1

Pallacanestro Piacentina: 2020-21
- Coppa Italia LNP di Serie C: 1

Eurobasket Roma 2015-16